# Promozione Marche 1986-1987
Nella stagione 1986-1987 la Promozione era sesto livello del calcio italiano (il massimo livello regionale). Qui vi sono le statistiche relative al campionato in Marche.
Il campionato è strutturato in vari gironi all'italiana su base regionale, gestiti dai Comitati Regionali di competenza. Promozioni alla categoria superiore e retrocessioni in quella inferiore non erano sempre omogenee; erano quantificate all'inizio del campionato dal Comitato Regionale secondo le direttive stabilite dalla Lega Nazionale Dilettanti, ma flessibili, in relazione al numero delle società retrocesse dal Campionato Interregionale e perciò, a seconda delle varie situazioni regionali, la fine del campionato poteva avere degli spareggi sia di promozione che di retrocessione.

## Girone A

### Classifica finale
|  | Pos. | Squadra                               | Pt | G  | V  | N  | P  | GF | GS | DR  |
|  | ---- | ------------------------------------- | -- | -- | -- | -- | -- | -- | -- | --- |
|  | 1.   | U.S. Castelfrettese, Castelferretti   | 49 | 30 | 21 | 7  | 2  | 47 | 9  | +38 |
|  | 2.   | S.S. Collemar, Collemarino di Ancona  | 36 | 30 | 13 | 10 | 7  | 43 | 25 | +18 |
|  | 3.   | S.S. Audax Calcio Piobbico, Piobbico  | 34 | 30 | 10 | 14 | 6  | 20 | 16 | +4  |
|  | 4.   | A.S. Biagio Nazzaro, Chiaravalle      | 32 | 30 | 10 | 12 | 8  | 33 | 22 | +11 |
|  | 5.   | S.S. Real Montecchio, Montecchio      | 30 | 30 | 5  | 20 | 5  | 17 | 20 | -3  |
|  | 6.   | Aurora Calcio Latini Jesi, Jesi       | 29 | 30 | 8  | 13 | 9  | 31 | 31 | 0   |
|  | 7.   | S.S. Durantina, Urbania               | 29 | 30 | 8  | 13 | 9  | 31 | 29 | +2  |
|  | 8.   | Pol. Forsempronese, Fossombrone       | 29 | 30 | 6  | 17 | 7  | 27 | 25 | +2  |
|  | 9.   | Pol. Cagliese, Cagli                  | 29 | 30 | 8  | 13 | 9  | 19 | 25 | -6  |
|  | 10.  | U.S. Fermignanese, Fermignano         | 28 | 30 | 7  | 14 | 9  | 23 | 30 | -7  |
|  | 11.  | S.S. Cerreto, Cerreto d'Esi           | 27 | 30 | 7  | 13 | 10 | 29 | 39 | -10 |
|  | 12.  | U.S. Pergolese, Pergola               | 27 | 30 | 7  | 13 | 10 | 21 | 29 | -8  |
|  | 13.  | A.C. Olimpico Candelara, Pesaro       | 26 | 30 | 6  | 14 | 10 | 18 | 27 | -9  |
|  | 14.  | Pol. Mondolfese Sez. Calcio, Mondolfo | 26 | 30 | 6  | 14 | 10 | 24 | 31 | -7  |
|  | 15.  | A.S. Falconarese, Falconara Marittima | 25 | 30 | 5  | 15 | 10 | 28 | 31 | -3  |
|  | 16.  | Pol. Avis Sassocorvaro, Sassocorvaro  | 24 | 30 | 7  | 10 | 13 | 24 | 46 | -22 |

- Castelfrettese ammesso allo spareggio promozione

## Girone B

### Classifica finale
|  | Pos. | Squadra                                | Pt | G  | V  | N  | P  | GF | GS | DR  |
|  | ---- | -------------------------------------- | -- | -- | -- | -- | -- | -- | -- | --- |
|  | 2.   | A.C. Sangiustese, Monte San Giusto     | 45 | 30 | 17 | 11 | 2  | 40 | 15 | +25 |
|  | 1.   | Pol. Montegranaro, Montegranaro        | 45 | 30 | 18 | 9  | 3  | 52 | 15 | +37 |
|  | 3.   | U.S. Comunanza, Comunanza              | 35 | 30 | 13 | 9  | 8  | 31 | 23 | +8  |
|  | 4.   | Pol. Grottese, Grottazzolina           | 33 | 30 | 11 | 11 | 8  | 25 | 25 | 0   |
|  | 5.   | U.S. Trodica, Morrovalle Scalo         | 33 | 30 | 6  | 21 | 3  | 24 | 17 | +7  |
|  | 6.   | U.S. Appignanese, Appignano            | 31 | 30 | 9  | 13 | 8  | 31 | 37 | -6  |
|  | 7.   | G.S. Castelfidardo, Castelfidardo      | 31 | 30 | 10 | 11 | 9  | 26 | 21 | +5  |
|  | 8.   | U.S. Sangiorgese, Porto San Giorgio    | 30 | 30 | 9  | 12 | 9  | 42 | 27 | +15 |
|  | 9.   | S.S.C. Porto d'Ascoli, Porto d'Ascoli  | 29 | 30 | 10 | 9  | 11 | 28 | 29 | -1  |
|  | 10.  | U.S. Recanatese, Recanati              | 29 | 30 | 8  | 13 | 9  | 29 | 24 | +5  |
|  | 11.  | Pol. E.Niccolai Corridonia, Corridonia | 26 | 30 | 7  | 12 | 11 | 24 | 37 | -13 |
|  | 12.  | A.S. Elettrocarbonium, Ascoli Piceno   | 26 | 30 | 7  | 12 | 11 | 38 | 40 | -2  |
|  | 13.  | U.S. Filottranese, Filottrano          | 25 | 30 | 8  | 9  | 13 | 27 | 47 | -20 |
|  | 14.  | S.S. Potenza Picena, Potenza Picena    | 24 | 30 | 6  | 12 | 12 | 26 | 42 | -16 |
|  | 15.  | S.S. Settempeda, San Severino Marche   | 22 | 30 | 5  | 12 | 13 | 11 | 28 | -17 |
|  | 16.  | U.S. Cascinare, Sant'Elpidio a Mare    | 16 | 30 | 3  | 10 | 17 | 22 | 49 | -27 |

### Spareggio 1.posto
Montegranaro - Sangiustese 1-0 (a Civitanova Marche)

### Spareggio promozione
Castelfrettese - Montegranaro 5-3 dopo calci di rigore (a Jesi)
- Montegranaro ammesso alla finale dopo aver vinto lo spareggio con la Sangiustese, perde lo spareggio promozione con la Castelfrettese.
- Montegranaro è successivamente ammesso al campionato Interregionale.
- Settempeda salvo dopo spareggio (a Osimo) vinto contro la Falconarese per 1-0